# Anorexia Nervosa Genetics Initiative
Die Anorexia Nervosa Genetics Initiative (ANGI) ist eine großangelegte, internationale Studie zur Untersuchung der Genetik von Essstörungen. Cynthia Bulik von der University of North Carolina in Chapel Hill leitete die ANGI mit Mitarbeitern des Karolinska Institute in Stockholm (Schweden), der Universität Aarhus (Dänemark) und des Berghofer Queensland Institute for Medical Research in Brisbane (Australien), unterstützt von der University of Otago in Christchurch (Neuseeland).
ANGI ist ein globales Projekt zur Identifizierung genetischer Veränderungen, die zur lebensbedrohlichen Krankheit Anorexia nervosa (AN) beitragen.
Das Ergebnis von ANGI mit dem Titel „Genome-wide Association Study Identifies Eight Risk Loci and Implicates Metabo-Psychiatric Origins for Anorexia Nervosa“ wurde 2019 in der Fachzeitschrift Nature Genetics veröffentlicht.

## Studieninhalt
ANGI ist eine Initiative der Klarman Family Foundation. Die Arbeit begann im Januar 2013. An den vier ANGI-Standorten Chapel Hill, Aarhus, Stockholm und Brisbane wurde DNA-Proben von 13.363 Personen, die irgendwann in ihrem Leben an AN erkrankt waren, sowie von Kontrollpersonen, die hinsichtlich ihrer Abstammung und ihrer geografischen Lage ähnlich waren, miteinander verglichen.
Zusätzlich wurden alle ANGI-Proben mit anderen Proben kombiniert, die im Rahmen der Arbeitsgruppe für Essstörungen des Psychiatric Genomics Consortium (PGC-ED) verfügbar waren. Es wurde eine genomweite Assoziationsstudie (GWAS) durchgeführt, in der das gesamte Genom von 16.992 Personen mit AN und 55.525 Kontrollpersonen aus 17 Ländern in den USA, Australasien und Europa verglichen wurde.
GWAS ist eine investigative Studie, d. h. man stellt keine vorherigen Vermutungen darüber an, wonach man im Genom sucht, sondern man lässt das Genom für sich selbst sprechen. Bei GWAS wird das gesamte Genom auf über eine Million genetische Marker untersucht und die Genome von Tausenden, Zehntausenden und sogar Hunderttausenden von Fällen (bei ANGI sind das Menschen mit Anorexia nervosa) mit den Genomen von ebenso vielen Kontrollpersonen verglichen. GWAS sind die bevorzugte Methode zur Untersuchung der genetischen Grundlagen psychiatrischer Störungen.

## Ergebnis
ANGI kam zu der Erkenntnis, dass acht Regionen im Genom identifiziert wurden, die signifikant mit AN assoziiert sind, und zwar auf den Chromosomen (nächstgelegenes Gen) 1 (PTB2), 2 (ASB3, ERLEC1), 3 (FOXP1 und NSUN3), 5 (CHD10), 10 (MGMT) und 11 (CADM1). Es ist davon auszugehen, dass bei Vergrößerung der Stichprobengröße weitere Gene gefunden werden, wie es bei anderen psychiatrischen Erkrankungen der Fall war.
Die Bedeutung der Ergebnisse dieser Studie liegt nicht alleine in der Identifizierung von Genorten an sich, sondern in dem Muster der genetischen Korrelationen, die man mit anderen Merkmalen und Störungen beobachtet hat. Genetische Korrelationen zeigen Zusammenhänge zwischen Merkmalen auf:
- Die genetische Grundlage der AN überschneidet sich mit anderen psychiatrischen Störungen wie Zwangsstörungen, Depressionen, Angststörungen und Schizophrenie.
- Genetische Faktoren, die mit AN assoziiert sind, beeinflussen auch die körperliche Aktivität, was erklären könnte, warum Patienten mit AN oft einen großen Bewegungsdrang haben.
- Die genetischen Grundlagen der AN überschneiden sich mit Stoffwechsel- (einschließlich Blutzucker), Lipid- und anthropometrischen Merkmalen, und die Studie zeigt, dass dies nicht auf genetische Effekte zurückzuführen ist, die den BMI beeinflussen.

Dieses Korrelationsmuster lässt die Schlussfolgerung zu, dass AN als „metabolisch-psychiatrische Störung“ verstanden werden kann und dass es wichtig sei, sowohl metabolische als auch psychologische Risikofaktoren zu berücksichtigen, wenn neue Wege zur Behandlung von AN erforscht werden.
Eventuell ist ein gestörter Stoffwechsel der Grund dafür, dass Menschen mit AN überhaupt so viel Gewicht verlieren können, während es für die Mehrheit der Menschen auf der Welt so schwierig ist, Gewicht zu verlieren. Hungern und Gewichtsverlust fühlen sich für Menschen, die genetisch für AN gefährdet sind, anders an. Während diese Erfahrungen für die meisten Menschen zutiefst unangenehm sind, gaben viele Menschen mit AN an, dass Hungern und geringes Gewicht mit weniger Ängsten verbunden sind und sie sich körperlich besser fühlen. Manche Patienten sagten sogar, dass sie sich schlechter fühlen, wenn sie an Gewicht zunehmen. Vielleicht könnten durch ein besseres Verständnis der metabolischen Aspekte der Krankheit wirksamere Interventionen entwickelt werden, die für die Patienten akzeptabel sind und eine dauerhafte Wirkung haben.
Die Ergebnisse legen einen Zusammenhang mit dem Stoffwechsel nahe und könnten auch erklären, wie wichtig eine angemessene Ernährung bei der Behandlung von AN ist. Bei der familienbasierten Therapie (FBT) von Jugendlichen mit Anorexie liegt der Schwerpunkt stark auf der Ernährung. Wenn die Patienten noch mit Untergewicht aus der Klinik entlassen werden, ist die Rückfallquote hoch.
Einer der Gründe dafür ist vielleicht, dass der Stoffwechsel keine Gelegenheit bekommt, sich nach längerer Dysregulation wieder zu erholen.
ANGI sei ein wichtiger Anfang, aber die Stichprobengröße ist immer noch klein. Die Studie, welche sich mit Depressionen befasst, hat über 250.000 Teilnehmer und diejenige, welche sich mit Größe und Gewicht befasst, hat über 750.000.
Die leitende statistische Analystin Hunna Watson erklärte: "Diese Arbeit war auf einen weltweiten Einsatz von Wissenschaftlern und der gesamten Gemeinschaft angewiesen, um diese neuen Erkenntnisse zu gewinnen. Das ultimative Ziel ist es, die Ursachen von AN zu erfassen, damit die verheerenden persönlichen und familiären Folgen dieser Krankheit eines Tages abgewendet werden können.”

## Anwerbung der Versuchsteilnehmer
Das ANGI-Team entwickelte eine mehrgleisige Rekrutierungsstrategie, die Forscher, Kliniker, Journalisten, Blogger, Interessengruppen und Familienmitglieder einbezog und die Studie über die traditionellen Medien, soziale Medien, Blogs und andere Kanäle bekannt machte. Jedes Mal, wenn die Kampagne gestartet wurde, gab es einen enormen Anstieg der Teilnehmerzahlen, wobei Hunderte von Personen die Webseite besuchten, um an der Umfrage teilzunehmen und sich für ANGI anzumelden.
Die Arbeit in Dänemark unterscheidet sich von den anderen Standorten durch die vorhandene nationale Ressource, die den Bluttropfen aus dem Fersenstich bei der Geburt speichert. In vielen Ländern wird bei der Geburt eines Babys ein kleiner Stich in die Ferse gemacht [Phenylketonurie (PKU)-Test], um festzustellen, ob das Neugeborene das Enzym besitzt, welches zur Verwertung von Phenylalanin benötigt wird. Phenylalanin ist eine Aminosäure, die für normales Wachstum und normale Entwicklung benötigt wird. Bei frühzeitiger Erkennung kann eine phenylalaninarme Diät die Folgen der PKU für die neurologische Entwicklung verhindern. In den meisten Ländern werden diese Blutproben nach Abschluss des Tests einfach weggeworfen, in Dänemark werden sie unter kontrollierten Bedingungen gelagert, so dass GWAS noch Jahrzehnte später an ihnen durchgeführt werden können. Außerdem konnte wegen des guten Gesundheitsregisters des Landes jeder identifiziert werden, bei dem zu irgendeinem Zeitpunkt eine AN diagnostiziert worden ist. So konnten die Blutproben derjenigen, bei denen AN diagnostiziert wurde, zusammen mit den nach Geschlecht und Geburtsjahr identifizierten Kontrollpersonen, die nie an der Krankheit litten, entnommen werden. Mit dieser Strategie hat Dänemark Proben von 5019 Personen mit AN beigesteuert und damit den größten Beitrag zur ANGI-Stichprobe geleistet.
Bei einer internationalen Studie wie ANGI müssen internationale Gesetze beachtet werden. In einigen Ländern kann alles online erledigt werden (Einverständniserklärungen, Screening, Rekrutierung), während in anderen Ländern ein telefonischer Kontakt mit dem Forschungspersonal zu einem bestimmten Zeitpunkt des Prozesses erforderlich war. Das Recruiting lief online reibungsloser ab.
Bei der ANGI musste den Teilnehmern noch Blut abgenommen werden, was den Aufwand für die Genotypisierung erhöhte. Dies stellte vor allem in den USA, wo die Möglichkeiten der Blutentnahme begrenzt sind, eine Hürde dar. Dank des technologischen Fortschritts liefern auch Speichelproben qualitativ hochwertige DNA. Dies vereinfacht die Vorgehensweisen in zukünftigen Studien.

## Nächste Schritte
Das Psychiatric Genomics Consortium (PGC) hat sich das Ziel gesetzt, für alle wichtigen psychiatrischen Störungen eine Stichprobengröße von 100.000 zu erreichen. Neben AN auch für Bulimia nervosa, Binge-Eating-Disorder, vermeidend-restriktive Ernährungsstörung (ARFID) und atypischen Anorexia nervosa (alle Symptome der Anorexia nervosa, aber kein niedriges Körpergewicht).
Ziel für das PGC ist es nicht, große Proben zu sammeln und Loci im Genom zu identifizieren, die mit verschiedenen Krankheitszuständen in Verbindung stehen. Die eigentliche Frage lautet: Wie kommt man von einer GWAS zur funktionellen Biologie und schließlich zur Umsetzung der Erkenntnisse in die Klinik.
Auf Grundlage der Identifikation der 8 Loci kann zukünftig der genetische Risiko-Score einer Person berechnet werden. Somit kann zu Beginn der Krankheit der Schweregrad prognostiziert werden, so dass spezifische Strategien angewendet werden können, um die Entwicklung eines chronischen oder schweren Verlaufs abzumildern. Des Weiteren können Neurowissenschaftler mit einer größeren Stichprobengröße Zelltypen ausfindig machen, die bei AN gestört oder dysfunktional sind, um Therapeutika zu identifizieren oder zu entwickeln, die direkt auf die Biologie der Krankheit abzielen. Das ist besonders wichtig für AN, weil es keine wirksamen Medikamente zur Behandlung der Krankheit gibt.
Die ANGI Ergebnisse sagen noch nichts über die Stoffwechselkomponente der AN aus. Dieses Thema muss noch erforscht werden. Die Ergebnisse bieten jedoch einige wichtige Anregungen für die Behandlung. So konzentrieren sich beispielsweise viele Maßnahmen auf die Bedeutung der Wiederherstellung und Aufrechterhaltung eines gesunden Gewichts als Eckpfeiler der Genesung. Die familienbasierte Therapie (FBT) und die kognitiv-behaviorale Therapie (CBT-E) konzentrieren sich auf die Bedeutung der Wiederherstellung des Gewichts und der Normalisierung des Essverhaltens. Doch aus verschiedenen Gründen bleiben viele Behandlungen hinter diesen Zielen zurück. Bulik wirft auf Basis der ANGI-Ergebnisse die Frage auf, ob eine zu kurze Behandlungsdauer unweigerlich zum Scheitern der Behandlung oder zu einem Rückfall führen muss, weil sie dem Stoffwechsel keine Gelegenheit geben, sich auszugleichen oder neu einzustellen.
Die Folgestudie ist die Eating Disorders Genetics Initiative (EDGI).
EDGI wird die größte genetische Studie zu Essstörungen sein, die jemals durchgeführt wurde und sie wird zum ersten Mal untersuchen, wie die Gene in Verbindung mit dem persönlichen Umfeld bzw. der Biographie das Risiko für die Entwicklung einer Essstörung beeinflussen können. Sie baut damit auf ANGI auf und erweitert die Erforschung der Genetik auf alle drei der wichtigsten Essstörungen (Anorexia nervosa (AN), Bulimia nervosa (BN) und Binge-Eating-Disorder (BED)).
Die Studie wurde im Juni 2020 gestartet, das Ende ist für Juli 2023 geplant (Stand August 2022). Es sollen insgesamt 16.000 neue Probanden eingeschlossen werden, davon 1.500 als Kontrolle (also ohne bekannte Essstörung). Zusammen mit den vorhandenen Proben der Arbeitsgruppe für Essstörungen des Psychiatric Genomics Consortium (PGC-ED) wird dies das Analyseset der genomweiten Assoziationsstudie (GWAS) definieren (In Summe AN = 22.000, BN = 7000, BED = 6000 und Kontrollen = 100.000).
Ziel ist es, dass EDGI „umsetzbare“ Ergebnisse liefert, die in klinisch bedeutsame Erkenntnisse umgewandelt werden können. So soll u. a. EDGI Antwort geben, ob man 1.) auf der Grundlage der Genetik vorhersagen kann, wer ein Risiko hat, eine AN, BN oder BED zu entwickeln und 2.) ob auf Grundlage neuer Informationen über den Genotyp optimale Interventionen möglich werden, d. h. Medikamente entwickelt oder neu ausgerichtet werden können, um den lebensbedrohlichen Verlauf aufzuhalten oder umzukehren.
Die nationalen und internationalen Daten und Proben werden dabei für Forscher auf der ganzen Welt erstellt, die diese für die Verfolgung verwandter Forschungsfragen nutzen können (liberal data and analysis sharing principles).